# Telaletes ochraceus
Telaletes ochraceus är en tvåvingeart som först beskrevs av Friedrich Hermann Loew 1861.  Telaletes ochraceus ingår i släktet Telaletes och familjen borrflugor. Inga underarter finns listade i Catalogue of Life.